# 柳澤弘士
柳澤 弘士（やなぎさわ ひろし、昭和11年（1936年）2月19日 - 平成17年（2005年）1月17日）は、日本の法学者（民法）。元日本大学教授。弁護士。元日本大学法学部長。富山県出身。

## 人物
日大法学部出身の中でも俊材中の俊材といわれ、優秀な成績であり司法試験に合格をして、その後司法修習生となり弁護士登録をした。卒業に際しては、日本大学より総長賞を授与された。その後、ドイツ・フライブルク大学に留学。民事法学の権威であったフォン・ケメラー博士に師事。帰国後は母校にて研究活動を行い、その業績は東北大学出身の幾代通教授など民事法学の権威から高く評価された。
日大法学部長時代には、日本大学の運営方針や金の流れなどについて日大総長を追及して総長選挙を巡って争いに巻き込まれた。1996年（平成8年）9月～2005年（平成17年）8月の期間内に第10代日本大学総長だった 瀬在幸安（日本大学医学部出身の心臓外科の教授）と日大の運営方針で対立し、日本大学法学部長を解任され、さらには、慣例となっている定年延長が当時の日大本部に認められなかったため、訴訟の当事者となることとなった。裁判上の和解が成立し、日本大学総合科学研究所教授として法学部に復帰したものの、急性大動脈解離のため逝去。
学部長時代には、「正邪善悪を識別する感性を養ってください」と、学生に正義を追求する姿勢を持つよう強調していた。追悼論文集に『日本法學』第七十一巻第四号（日本大学法学会）がある。

## 経歴
- 1958年（昭和33年） 日本大学法学部法律学科卒業。同年司法試験合格
- 1959年（昭和34年） 司法修習生
- 1961年（昭和36年） 司法修習修了、弁護士登録
- 1962年（昭和37年） 日本大学法学部の講師
- 1968年（昭和43年） 日本大学法学部専任講師
- 1971年（昭和46年） 日本大学法学部助教授
- 1978年（昭和53年） 日本大学法学部教授
- 1993年（平成5年） 日本大学法学部長となる。
- 2005年（平成17年） 急性大動脈解離のため死去[1]

## 主要業績
- 『一般的人格権侵害の法的構成』
- 『ケメラーの民事不法理論』
- 『不法行為における違法性』
- 『権利能力の終期』
- 『不法行為の一般的要件』
- 『実用法学と理論法学』
- 『予防的不作為請求権の構造』
- 『ドイツ警察責任法立法史管見』